# Matrimonio en China

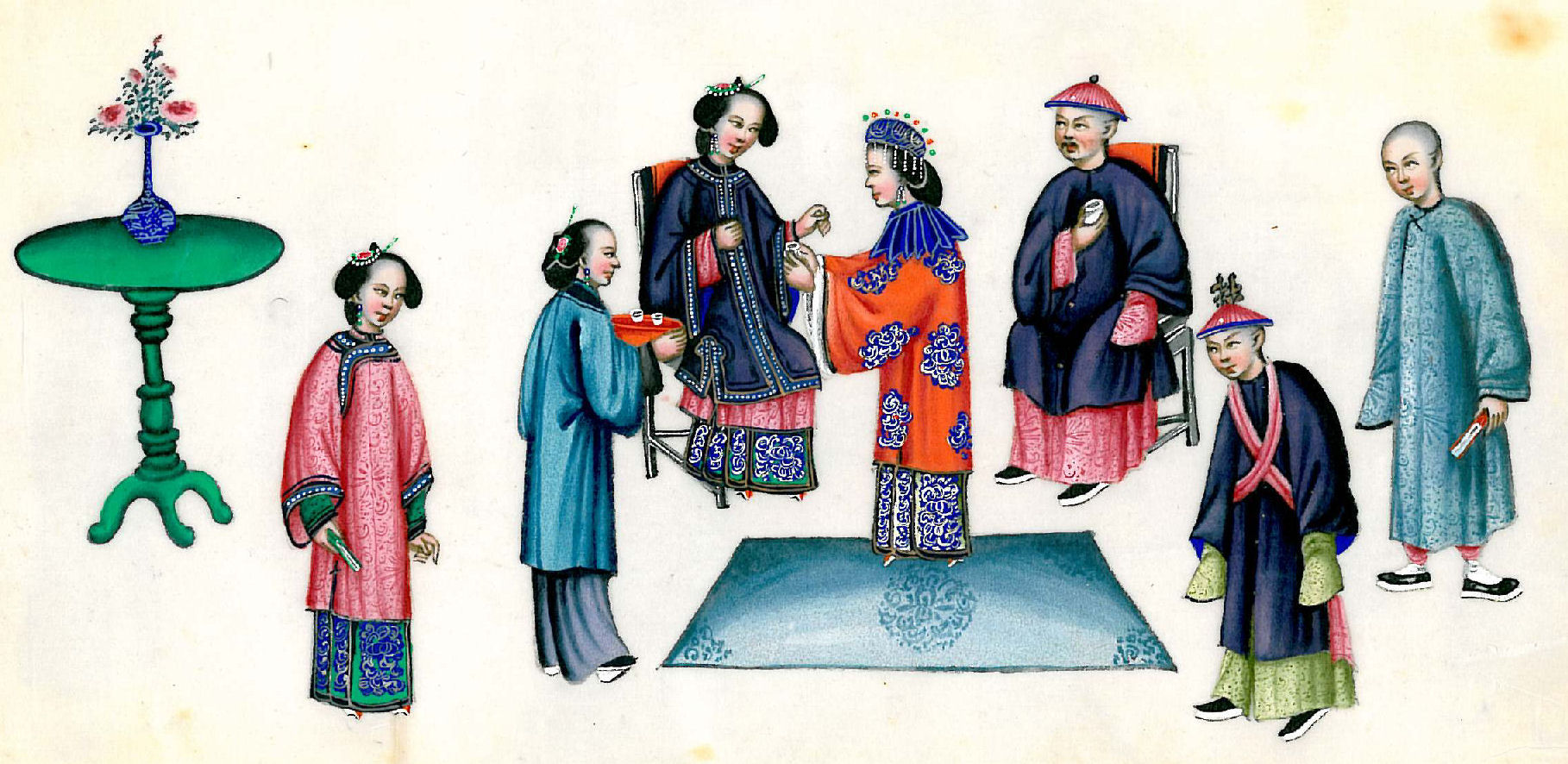
Una boda de la dinastía Qing. Los padres del novio están sentados. La novia está el en el centro de la imagen, con un vestido de rojo y un tocado azul, presentando té a su suegra. El novio normalmente lleva un fajín cruzado en forma de "X". En ocasiones la "X" incluye una flor o un lazo gigante.

El matrimonio tradicional chino (chino: 婚姻; pinyin: hūnyīn) es un ceremonial ritual practicado por las sociedades chinas y que implica un matrimonio concertado entre dos familias. En la cultura china, el amor romántico estaba permitido, y la monogamia era la norma para la mayoría de los ciudadanos.

## Etimología
En escrituras más antiguas para la palabra 婚姻, el primer carácter proviene del radical 昏 (pinyin: hūn, literalmente "anochecer, crepúsculo, oscuridad") junto al radical 女 (pinyin: nǚ, literalmente "una hembra"). Esto implica que la ceremonia de boda se celebra al atardecer, que se considera un momento afortunado. Del mismo modo, 姻 (pinyin: yīn) se pronuncia del mismo modo que 因 (pinyin: yīn). Según el Guangya Shigu (廣雅•釋詁) de Zhang Yi (張揖), un diccionario de caracteres chinos ancestrales, 因 (pinyin: yīn) significa "amabilidad", "amor" y "armonía", indicando la manera correcta en que debe convivir una pareja tras contraer matrimonio.

## Matrimonio en el contexto confuciano
Según el Confucianismo, el matrimonio tiene un profundo significado tanto para la familia como para la sociedad, siendo importante para cultivar la virtud. Tradicionalmente el incesto ha sido definido como matrimonio entre personas con el mismo apellido.  Desde la perspectiva de una familia confuciana, el matrimonio enlaza familias de apellidos diferentes y así continúa la línea familiar del clan paterno. Esto explica por qué generalmente se prefería tener un descendiente varón. Por tanto, los beneficios y desventajas de cualquier matrimonio resultan importantes para toda la familia, y no sólo para la pareja. Socialmente, la pareja casada se consideraba la unidad básica de sociedad.  En la historia china existen muchas entradas en las cuales ciertos matrimonios han afectado la estabilidad política del país y sus relaciones internacionales.  Durante la dinastía Han, los gobernantes de la poderosa tribu Xiongnu reclamaron mujeres de la familia imperial.  Muchos periodos de la historia china estuvieron dominados por las familias de la esposa o madre del emperador gobernante.

## Matrimonios chinos prehistóricos

### Matrimonios en las sociedades primitivas
En el pensamiento chino tradicional, las personas de las sociedades "primitivas" no contraían matrimonio, sino que mantenían relaciones sexuales indiscriminadamente. Se creía que tales personas vivían como animales, y carecían del concepto preciso de maternidad, paternidad, hermandad, matrimonio y género, y aún menos de ceremonias matrimoniales. Una parte de la "misión civilizadora" confuciana consistía en definir lo que significaba ser un padre o un marido, y en enseñar a las personas a respetar la relación adecuada entre los miembros de la familia y regular el comportamiento sexual.

### Origen mitológico
La historia sobre el matrimonio de Nüwa y Fu Xi, que originalmente fueron hermanos, explicaba cómo definieron el procedimiento adecuado para contraer matrimonio. En aquel tiempo el mundo estaba deshabitado, así que los hermanos decidieron casarse pero, al mismo tiempo,  se sintieron avergonzados. Por ello, subieron a la montaña Kunlun y rogaron a los cielos. Pidieron permiso para contraer matrimonio y dijeron, "si nos permitís contraer matrimonio, haced que la neblina nos rodee." Los cielos dieron permiso a la pareja, y la cumbre quedó envuelta en la neblina. La leyenda cuenta que para ocultar su timidez, Nüwa cubrió con un abanico su rostro enrojecido. Hoy en día,  en algunos pueblos en China, las novias siguen la costumbre y utilizan un abanico para cubrir sus rostros.

### Monogamia y matrimonio maternal
En un matrimonio maternal, el varón vivía en casa de su esposa. Con la evolución desde el matrimonio antitético a la monogamia, fue decayendo el matriarcado en detrimento del patriarcado en la antigua China.

## Prácticas matrimoniales históricas
La endogamia era practicada entre diversos estratos de la sociedad china, tanto en castas superiores como la Shi como entre ciudadanos corrientes, que evitaban mezclarse con esclavos y clases inferiores. Esta práctica estaba respaldada por la ley.

### Matrimonio en Qing Xinjiang (1880-1949)
Aunque las mujeres musulmanas tienen prohibido casarse con no-musulmanes según la ley islámica, desde 1880-1949 este precepto ha sido frecuentemente ignorado en Xinjiang donde hombres de etnia han contraen matrimonio con mujeres musulmanas (Uigures). Una de las posibles razones es la situación económica de estas mujeres, quienes son despreciadas por la comunidad uigur y tratadas como "prostitutas" de acuerdo a la sharia (lo que incluye el pago de una tasa a las autoridades islámicas). 

## Rituales en el matrimonio tradicional

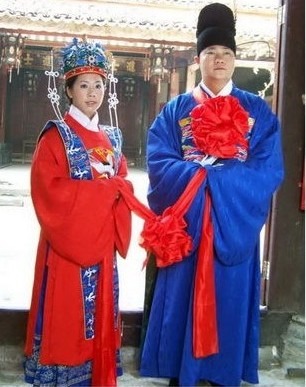
Una boda moderna celebrada al estilo de la Dinastía Ming

El matrimonio chino se convirtió en costumbre entre el 402 y el 221 a. C. A pesar de la extensa historia de China y sus diferentes áreas geográficas,  existen esencialmente seis rituales, conocidos como las tres cartas y seis etiquetas (三書六禮).  Desafortunadamente para algunas familias tradicionales, la madre de la mujer no puede conocer a la familia de su yerno hasta que transcurre un año (según el calendario lunar chino o Año Nuevo Lunar chino) desde la boda.  Aun así, durante este año la hija puede regresar al hogar paterno cuando considere oportuno.

### Seis etiquetas
- Propuesta: Después de que los padres del novio encuentran una nuera potencial,  localizan un emparejador, cuyo trabajo era apaciguar los conflictos de intereses y vergüenza general al tratar la posibilidad de matrimonio por parte de dos familias que apenas se conocían.
- Fechas de nacimiento: Si la chica seleccionada y sus padres no objetaban a la propuesta, el emparejador comparaba las fechas de nacimiento (chino: 秊庚八字; pinyin: niángēng bāzì; literalmente: "los 8 caracteres cíclicos para el año, mes, día y hora del nacimiento de un hombre, los cuales determinan su destino") con los cuales se utilizaba la suan ming (adivinación china) para pronosticar el futuro de la posible pareja. Si el resultado de suan ming era bueno, se procedería al siguiente paso, entregar el precio de la novia.
- Precio de la novia (regalos de prometida): Al llegar a este punto la familia del novio concertado presentaba un Excrex (regalos de prometida), incluyendo la carta de prometida, a la familia de la novia.
- Regalos de boda: la familia del novio enviaba entonces una elaborada variedad de alimentos, pasteles y elementos religiosos a la familia de la novia.
- Acuerdo de boda: Antes de la ceremonia, las dos familias acordarían el día en que esta debía celebrarse, según el tung shing.  Seleccionar un día auspicioso para asegurar un buen futuro para la pareja era tan importante como evitar lo que se pensaba podría ser un día desafortunado.  En algunos casos podía no existir ninguna fecha auspiciosa, con lo que la pareja debía considerar un nuevo rango de fechas.
- Boda: El ritual final sería la ceremonia de boda donde la novia y el novio se convertirían en esposo y esposa. Éste constaba de varias partes muy elaboradas:
  - Procesión de boda: El desfile de boda desde la casa de la novia a la casa del novio constaba de una banda de música tradicional china, del palanquín de la novia, los palanquines de las damas de honor (si había damas de honor), y la dote de la novia.
  - Bienvenida a la novia: El desfile de boda de la familia de la novia llega a la puerta de la casa del novio. Existen diferentes ceremonias para dar la bienvenida a la novia y para el desfile hasta la casa del novio, que varían dependiendo de la región.
  - Ceremonia de boda: Equivalente a intercambiar los votos en occidente, la pareja rendía respeto al Emperador de Jade, al panteón de deidades familiares (o patron buddhas y bodhisattvas), y homenajearía a sus antepasados difuntos, a los padres del novio y de la novia y otros familiares, así como la pareja se rendiría respeto mutuamente.
  - Banquetes de boda En la sociedad china, el banquete de boda es conocido como xǐ-jǐu (喜酒, literalmente 'vino alegre'), y es a veces lejos más importante que la boda real él. Hay ceremonias como la novia que presenta vinos o té a padres, cónyuge, y huéspedes.  En bodas modernas, la novia generalmente elige el rojo (siguiendo la tradición china) o el blanco (más Occidental) para la boda, pero la mayoría vestirá el atuendo tradicional rojo para su banquete de boda formal. Tradicionalmente, el novio es responsable del coste de los dulces de invitación a la boda (a menudo pastas), de las invitaciones al banquete, y de la boda en sí. Los banquetes de boda son muy elaborados y comprenden normalmente entre 5 y 10 platos, con ingredientes como aleta de tiburón, abulón, langosta, pepino de mar, huevas (nido de pájaro) o salanganas nidoblanco en la sopa o como decoración para simbolizar fertilidad, así como otras delicadezas locales. Los banquetes de boda son dos banquetes separados: el banquete primario es ofrecido una vez por parte de la novia, y el segundo banquete (más pequeño) por parte del novio. Tradicionalmente, el padre de la novia es responsable del banquete de novia y del alcohol consumido durante ambos banquetes. Mientras la boda en sí se basa a menudo en las elecciones de la pareja, los banquetes de boda son un gesto de agradecimiento a los familiares de mayor edad (padres, abuelos y tíos) y una forma de socializar entre las dos familias. Así pues, por respeto y para comodidad de los mayores, los banquetes de boda son normalmente llevados a cabo del modo tradicional.

## Prácticas modernas
En chino mandarín, se conoce como mang nian, o 'año ciego', cuándo no comienza en primavera, como el año 2010, Año del Tigre, está considerado un tiempo ominoso para casar o empezar un negocio. En el año precedente,  había dos primeros días de primavera.

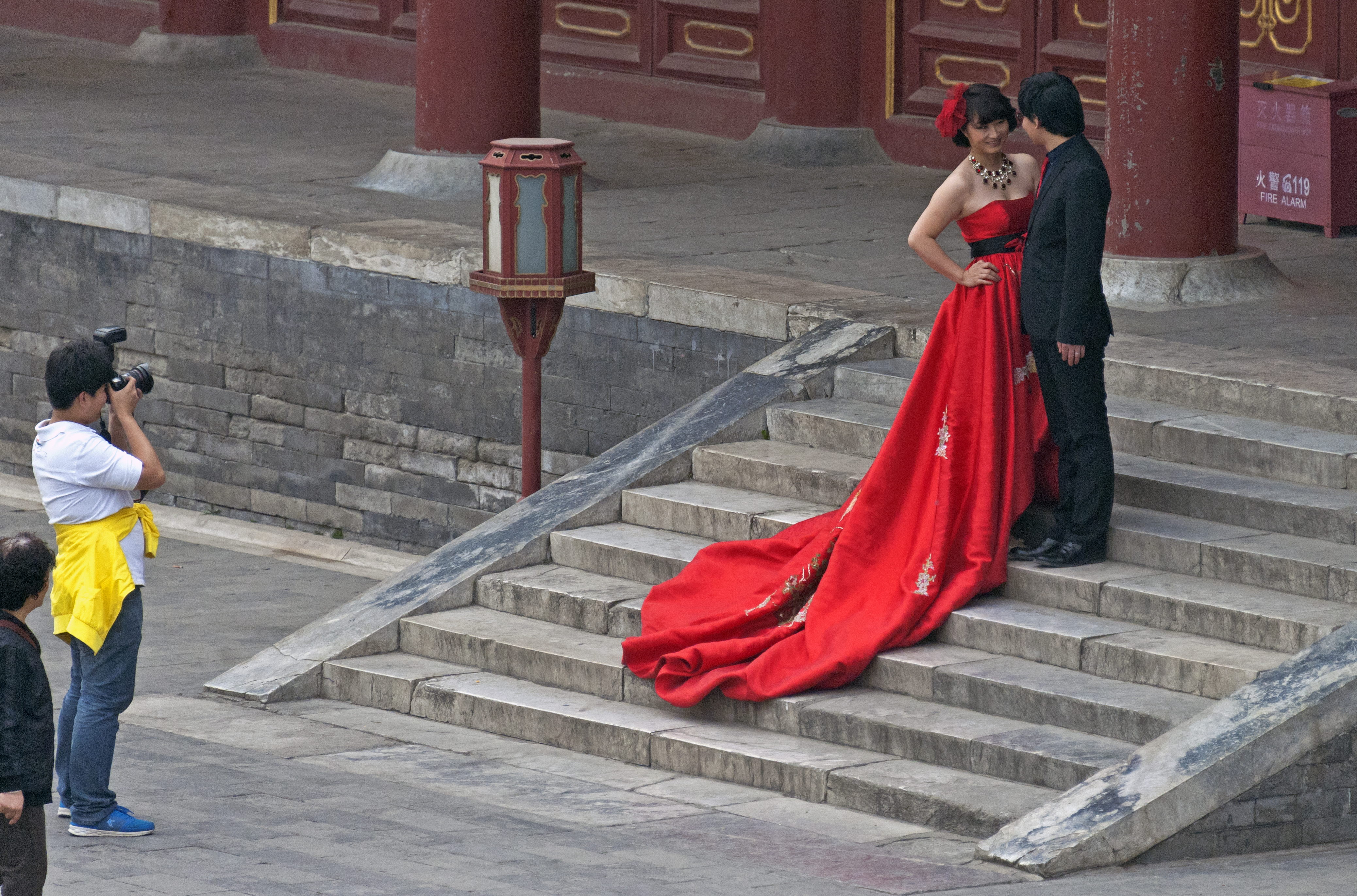
Una pareja, con la novia portando el vestido rojo tradicional, durante una sesión fotográfica en el Templo del Cielo de Pekín.

Desde finales de los años 90,  se ha puesto de moda elaborar un álbum de boda, a menudo tomado por un estudio fotográfico. El álbum normalmente consta de composiciones con la novia y el novio tomadas en varias ubicaciones y con diferentes atuendos. En Singapur, estos atuendos a menudo incluyen atuendos de boda de diferentes culturas, incluyendo la árabe y japonesa.
Al contrario que en los álbumes de boda occidentales, en China estos no incluyen fotos de la ceremonia.
Recientemente, los rituales de boda Confucianos se han puesto de moda entre las parejas chinas. En tales ceremonias, como innovación reciente sin antecedentes históricos, los novios se inclinan ante un retrato de Confucio colgado en la sala de banquete, mientras los invitados visten túnicas chinas tradicionales.
Antes de que la novia y el novio se retiren a la cámara nupcial, se intercambian tazas de boda y realizan reverencias ceremoniales como sigue:
1. Primera reverencia - al y Cielo y a la Tierra
2. Segunda reverencia - a los antepasados
3. Tercera reverencia - a los padres
4. Cuarta reverencia - al cónyuge

## Divorcio

### Proceso de divorcio tradicional
En la sociedad china tradicional,  existían tres modos principales para disolver un matrimonio.
El primero era el divorcio sin culpa. Según el código legal de la Dinastía Tang (618-907), un matrimonio podía ser disuelto debido a incompatibilidad personal, siempre que el marido hubiera escrito una nota de divorcio.
El segundo modo (義绝) era a través de estatal-mandated anulación de matrimonio. Esto aplica cuándo un cónyuge comete un delito serio (definido de muchas formas, normalmente era  más en términos generales para la mujer) contra el otro o su/su clan.
Finalmente, el marido podía declarar el divorcio unilateralmente. Para que éste fuera legalmente reconocido, la declaración debía basarse en una de las siguientes siete razones (七出):
- La mujer carece de piedad filial hacia sus suegros (不順舅姑). Esto hacía que los suegros fueran potencialmente capaces de romper un matrimonio contra la voluntad de ambos cónyuges.
- Falla para aguantar un hijo (無子).
- La mujer era vulgar o lasciva/adúltera (淫).
- La mujer era celosa (妒). Esto incluía objetar a su marido que tomara una mujer adicional o concubina.
- Tiene una enfermedad vil (有惡疾).
- Es chismosa (口多言).
- Ha cometido un robo (竊盜).

Hay, aun así, existían tres excepciones claramente definidas  (三不去), bajo las cuales el divorcio unilateral estaba prohibido, independientemente de lo anterior:
- La esposa no tenía familia con la que regresar (有所取無所歸).
- La esposa había mantenido tres años de duelo por el fallecimiento de uno de los yernos (與更三年喪).
- Su marido era pobre en el momento del matrimonio, pero pudiente en el momento del divorcio (前貧賤後富貴).

La ley anterior sobre divorcio unilateral estuvo en vigor desde la Dinastía Tang hasta su abolición definitiva en el código Civil de la República de China (Parte IV) Sección 5, publicado en 1930.

### Divorcio en la China contemporánea
Después del establecimiento de la República Popular en 1949, la nueva ley de Matrimonio del país incluyó explícitamente el divorcio legal. Las mujeres tenían permitido divorciarse de sus maridos, y muchas lo hicieron. Esto chocó con la resistencia principalmente por parte de varones rurales. Según las informaciones de Kay Ann Johnson, decenas de miles de mujeres en China central y septentrional fueron asesinadas por pedir el divorcio o se suicidaron ante el bloqueo.
Durante la era Mao (1949–1976) el divorcio se daba en contadas ocasiones, pero tras la de reforma, se ha convertido en un proceso más sencillo y rutinario. Según un artículo del Instituto Chino-estadounidense USC, el índice de divorcio en 2006 era aproximadamente de un 1.4 por mil, aproximadamente el doble que en 1990 y más de tres veces mayor que en 1982. Aun así, el índice de divorcio en China es menos de la mitad del de Estados Unidos. Uno de los hitos más importantes en la institución del matrimonio fueron las enmiendas a la Ley del Matrimonio de 2003, que acortaron el procedimiento de aplicación para el divorcio y añadieron razones legítimas para solicitarlo divorcio, tales como enfatizar la importancia de la fidelidad en la pareja. Con el incremento de las tasas de divorcio actuales, los foros públicos y otros órganos gubernamentales a menudo critican la carencia de esfuerzo en mantener el matrimonio que se percibe en muchas parejas. Esto se evidente, por ejemplo en las nuevas 'zonas de regulación de divorcio' establecidas en las oficinas de inscripción matrimonial en ciertas provincias, se trata de una sala donde las parejas esperan, en la etapa de aplicación del procedimiento de divorcio, y se les anima a debatir y considerar darle otra oportunidad a su matrimonio.
Se han emitido asimismo enmiendas al Artículo 32 de la Ley de Matrimonio revisada de 2001. Los cónyuges pueden solicitar el divorcio según los siguientes argumentos:
Bigamia o una persona casada que cohabite con una tercera parte;
maltrato o violencia domésticos y abandono de hogar; ludopatía o drogadicción no corregida tras repetidas admoniciones; separación causada por incompatibilidad, que dura dos años completos;
cualesquiera otras circunstancias que causen alienación del afecto mutuo.

## Poligamia
La cultura china tradicional no prohibía la poliginia (un hombre, varias mujeres o viceversa). Pero tampoco la fomentaba, excepto como manera de obtener un descendiente varón.
Dos factores limitaban el alcance de la práctica: el número de mujeres disponibles; y los recursos financieros del hombre, dado que éste debía ser capaz de mantener a sus mujeres. Este hecho limitaba la poligamia a las clases acomodadas; mientras la monogamia seguía siendo el modo más común entre el resto de la población.  Los registros históricos muestran una visión sesgada respecto a la extensión real de la poligamia, dado que exageraban la referencia a las élites.

### Matrimonio Sororal
El Sororato es una costumbre por la que un hombre toma a la hermana de su mujer como esposa.  Más tarde ampliado para incluir primas u otras mujeres del mismo clan.  El nombre chino es 妹媵 (妹=hermana menor,媵=concubina). Esta práctica se dio frecuentemente entre la nobleza de la Dinastía Zhou (1045 a. C. – 256 d. C.), aunque también se produjeron casos posteriores a esta época.

### Múltiples esposas con el mismo estatus
- Los emperadores de algunas dinastías menores son conocidos por tener varias emperatrices.
- Sucedía en circunstancias especiales. Por ejemplo, en tiempo de guerra un hombre podía ser separado de su mujer y creer erróneamente que esta había fallecido. Él contraería matrimonio de nuevo, y más tarde descubriría que su esposa original seguía viva. Tras reunirse la familia, ambas mujeres pueden ser reconocidas.
- El Emperador Qianlong de la dinastía Qing comenzó a permitir la poligamia con el propósito concreto de concebir herederos para otra rama de la familia (ley del levirato). Conocida como "herencia múltiple" (兼祧), si un hombre es el único hijo de su padre 單傳, y su tío no tiene ningún descendiente varón, entonces por mutuo acuerdo éste podía casarse con una mujer adicional. Un hijo varón de esta unión se convierte en el nieto y heredero de su tío. Este proceso podía repetirse para el resto de los tíos.

Junto al deseo tradicional de que los hijos varones continúen el apellido familiar, esta práctica resolvía parcialmente un dilema creado por el propio emperador: éste había prohibido recientemente cualquier forma de herencia que no fuera por línea paterna, intentando preservar el orden apropiado de parentesco chino. Por tanto, una pareja sin descendientes no podía adoptar uno proveniente de la familia. Debía por tanto adoptar un heredero de fuera de la familia (lo cual era considerado por muchos transmitir la riqueza familiar a "intrusos"), o renunciar a pasar la herencia. Los matrimonios con múltiples herederos ofrecían una alternativa si un hermano del marido tenía un hijo varón.

### Concubinato
Las mujeres en concubinato (妾) eran tratadas como inferiores, y se esperaba que sirvieran a la esposa (si existía).  Las mujeres que no se casaron en una ceremonia formal, tenían menos derecho en la relación, y podrían ser divorciadas arbitrariamente.  Generalmente provenían de un estado social más bajo o fueron compradas como esclavas.  Aquellas mujeres que se hubieran casado a escondidas también podían ser llamadas concubinas ya que una boda formal requería participación de los padres.
El número de concubinas fue regulado en algún momento, y era distinto según el rango del varón. En la antigua China, hombres del estado social más alto a menudo tuvieron varias concubinas, y los emperadores chinos casi siempre tienen docenas de, incluso centenares de concubinas reales.

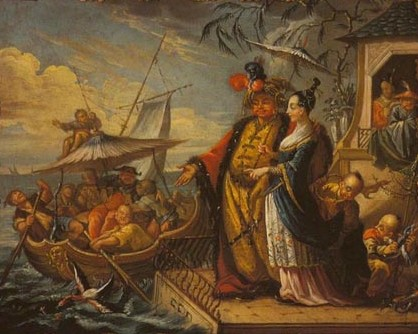
Una pintura europea de un emperador de China que inspecciona su flota de pesca junto a su concubina.

A pesar de las limitaciones impuestas a las concubinas en la antigua China, la historia y la literatura tienen ejemplos de concubinas que consiguieron gran poder e influencia. Por ejemplo, en una de las Cuatro Novelas Clásicas chinas, Sueño en el Pabellón Rojo (supuesta pseudo-autobiografía del autor Cao Xueqin), tres generaciones de la familia Jia son apoyadas por la concubina favorita del emperador.
Las concubinas imperiales, mantenidas por los emperadores en la Ciudad Prohibida, eran tradicionalmente vigiladas por eunucos para asegurar que no fueran inseminadas por alguien que no fuese el mismo emperador. La dama Yehenara, más conocida como Emperatriz Dowager Cixi, fue una de las concubinas más exitosas en la historia de China. Cixi entró en la corte como concubina del Emperador Xianfeng y dio nacimiento a un varón ilegítimo, que posteriormente se convertiría en el Emperador Tongzhi. El emperador nombró al hijo de Cixi príncipe de la corona por delante de varios descendientes legítimos.  Finalmente se convertiría en gobernante de facto de la dinastía manchú Qing en China durante 47 años tras de la muerte de su hijo.
Otro modo de concubinato es el así llamado "dos mujeres principales" (兩頭大). Tradicionalmente, se esperaba que una mujer casada conviviera con la familia de su marido.  Cuándo el marido tenía que vivir fuera de su familia, sin embargo,  ella debía permanecer con sus yernos y cuidar de ellos. Así pues, un hombre que normalmente se hallaba separado de su mujer, como un mercader ambulante, podía "casarse" con otra mujer en su lugar de residencia e instalarse con ella en otro hogar.  Debido a la separación geográfica, la segunda mujer a menudo se considera con los mismos derechos prácticos, aunque este matrimonio no fuera legalmente reconocido, de modo que era tratada como concubina.  En China específicamente, en aquellos casos en que la esposa no concebía herederos varones para mantener el apellido familiar, se le permitía legalmente al esposo una segunda mujer.
A pesar de que la ley actual china prohíbe explícitamente la poligamia,  esta ha experimentado un resurgimiento en la República Popular China.  Desde la apertura de fronteras en 1970, empresarios de Hong Kong y Taiwán comenzaron a contraer "segundas esposas" (二奶, er nai) en la China continental.  Desde entonces la práctica se ha extendido a millonarios locales. Una mujer considerada 二奶 recibía más privilegios que otra mujer considerada como 小三 (xiao san), un término reservado para meras damas de compañía. Esta práctica está condenada por la sociedad china.
Algunos jurados en China consideran personas casadas que abandonan su casa para vivir con sus amantes culpables de bigamia.
Aun así, la mayoría de los casos legales archivados se produjeron antes de 2000, actualmente la situación no es muy diferente de los países occidentales. Un hombre no será acusado de "bigamia" por mantener relaciones extramatrimoniales mientras no registre un nuevo matrimonio, pero la contribución en caso de divorcio puede ser mayor.

### Poliandria
Poliandria, la práctica de una mujer con múltiples maridos, ha sido tradicionalmente considerada como inmoral por los Han, prohibida por ley, y poco común en la práctica. Aun así, históricamente ha habido casos en que un hombre en situación de pobreza "alquila" a su esposa. Entre otras etnias chinas, especialmente en áreas montañosas, se siguen dando casos de poliandria.
En una economía de subsistencia, cuándo la tierra cultivable no permitía la subsistencia de más de una familia, dividirla entre los herederos podía llevar a una situación en la cual ninguno dispusiera de los recursos suficientes para sobrevivir. En tal situación, una familia en conjunto contraería matrimonio con una mujer, quien sería la esposa de todos los hermanos en la familia. Esta práctica sigue siendo legal en ciertas áreas autónomas del Tíbet, pero únicamente dentro de la minoría étnica tibetana de la región.